# Rio (Wisconsin)
Rio es una villa ubicada en el condado de Columbia en el estado estadounidense de Wisconsin. En el Censo de 2010 tenía una población de 1.059 habitantes y una densidad poblacional de 320,94 personas por km².

## Geografía
Rio se encuentra ubicada en las coordenadas 43°27′2″N 89°14′32″O / 43.45056, -89.24222. Según la Oficina del Censo de los Estados Unidos, Rio tiene una superficie total de 3.3 km², de la cual 3.28 km² corresponden a tierra firme y (0.71%) 0.02 km² es agua.

## Demografía
Según el censo de 2010, había 1.059 personas residiendo en Rio. La densidad de población era de 320,94 hab./km². De los 1.059 habitantes, Rio estaba compuesto por el 97.73% blancos, el 0.19% eran afroamericanos, el 0.19% eran amerindios, el 0.28% eran asiáticos, el 0.09% eran isleños del Pacífico, el 0.28% eran de otras razas y el 1.23% pertenecían a dos o más razas. Del total de la población el 1.42% eran hispanos o latinos de cualquier raza.